# Nikolaj Vladimirovič Hanikov
Nikolaj Vladimirovič Hanikov (Čekalin, 24. listopada 1819. − Rambouillet, 3. studenog 1878.), ruski orijentalist, povjesničar, etnograf i diplomat, član Akademije znanosti u Sankt Peterburgu od 1852. godine.
Maturirao je 1836. godine, a pet godina kasnije odlazi na dvogodišnju diplomatsku misiju predvođenu K. F. Butenevom. Njegov „Opis Buharskog Kanata” jedan je od prvih znanstvenih radova o tim krajevima. Godine 1845. Hanikov se pridružio diplomatskom uredu u Zakavkazju gdje je nastavio sa znanstvenim radom. Ondje je napisao djela „O muridizmu i muridima”, „O promjenama razine Kaspijskog mora”, te prijevod i analizu Hazinijeve „Knjige o vagi mudrosti” (arap. Kitab mizan al-hikmat).
Između 1850. i 1855. godine Hanikov je bio predsjednikom novoutemeljenog kavkaskog ogranka Ruskog geografskog društva i vodio je ruske ekspedicije sjeverozapadnim iranskim regijama, a između 1850. i 1855. služio je i kao glavni konzul u Tabrizu. Koncem 1850-ih godina vodio je znanstvene ekspedicije i u Horasanu, a njegov istraživački materijal kasnije je poslužio njemačkim kartografima poput H. Kieperta i J. Sulzera.
Od 1960. godine Hanikov je živio uglavnom u Parizu gdje se družio s književnikom I. S. Turgenjevom i određenim revolucionarima poput A. I. Hercena čije je radove i pisma sačuvao. Hanikov je napisao dvije knjige o putovanju Horasanom za što je nagrađen velikom zlatnom medaljom Pariškog geografskog društva, a također je na ruski jezik preveo i nadopunio prvi dio Ritterovog Irana (iz serije Geografija Azije) i objavio ga 1874. godine u Sankt Peterburgu. Dana 3. studenog 1878. godine umro je u Rambouilletu pokraj Pariza.

## Opus
- (rus.) Opisanie Bukharskogo khanstva (Sankt Peterburg, 1843.)
- (rus.) O naselenii kirgizskikh stepei zanimaemykh Vnutrenneiu i Maloiu ordami (Sankt Peterburg, 1844.)

- (engl.) Bokhara; its amir and its people (London, 1845.)

- (fr.) Note sur le Yarligh d'Abou-Said-Khan conservé sur les murs de la mosquée d'Ani (Tbilisi, 1852.)
- (rus.) O niekotorykh arabskikh nadpisiakh v Derbendie i Baku (Sankt Peterburg, 1857.)
- (rus.) O peremezhaiushchikhsia izmieneniiakh urovnia Kaspiiskago Moria (Tbilisi, 1853.)
- (engl.) Analysis and extracts of Kitāb mizan al-hikmat, Book of the balance of wisdom, an Arabic work on the water-balance (Boston, 1859.)
- (fr.) Lettre à M. Reinaud (...) concernant un plan archeologique de Herat (Pariz, 1860.)
- (fr.) Mémoire sur la partie méridionale de l'Asie centrale (Pariz, 1861.)
- (fr.) Mémoire sur les inscriptions musulmanes du Caucase (Pariz, 1862.)
- (fr.) Études sur l'instruction publique en Russie (Pariz, 1865.)
- (njem.)(rus.) Die Sammlung von morgenländischen Handschriften (Sankt Peterburg, 1865.)
- (fr.) Mémoire sur Khâcâni, poëte persan du XIIe siècle (Pariz, 1865.)
- (fr.) Mémoire sur l'ethnographie de la Perse (Pariz, 1866.)

- (rus.) Zapiski po ėtnografii Persii (Moskva, 1977.)

- (fr.) Notice de M. N. de Khanikof sur le livre de Marco Polo (Pariz, 1866.)
- (fr.) Samarkand (Pariz, 1869.)
- (engl.) Portions of the Russian Empire in eastern & western Asia (London, 1872.)
- (rus.) Iran: chastʹ pervaia (Sankt Peterburg, 1874.)